# Федорук Павло Іванович
Павло Іванович Федору́к (*15 травня 1972 у місті Львові — †10 січня 2013 ) — український науковець-кібернетик, доктор технічних наук, професор, академік Академії технологічних наук України, проректор з питань науки Прикарпатського національного університету імені Василя Стефаника.

## Освіта, наукові ступені та вчені звання
- 1994 — закінчив фізико-математичний факультет ПНУ.
- 2002 — присуджено науковий ступінь кандидата технічних наук за спеціальністю «Математичне і програмне забезпечення обчислювальних машин і систем».
- 2003 — присвоєно вчене звання доцента кафедри економічної кібернетики.
- 2010 — захистив докторську дисертацію (спеціальність — інформаційні технології).

## Кар'єра
- 1994 — інженер-програміст, завідувач інформаційного відділу Прикарпатського університету.
- 2002 — директор Центру інформаційних технологій Прикарпатського університету імені Василя Стефаника.
- 2010 — очолював кафедру інформаційних технологій факультету математики та інформатики ПНУ.
- 2012 — призначений на посаду проректора університету.

## Наукова діяльність
Досліджував телекомунікаційні технології та розробляв системи дистанційного навчання.
Розроблена Павлом Федоруком адаптивна система дистанційного навчання та контролю знань на базі інтелектуальних Інтернет-технологій неодноразово нагороджувалась відзнаками Міністерства освіти і науки.
- З 2007 — член програмного комітету і голова на секціях міжнародних науково-практичних конференцій «Освіта на основі web-технологій» і «Комп'ютерні і передові технології в освіті».
- З 2007 — участь в роботі Міжнародного комітету рефері як представник від України при проведенні конкурсів докторських робіт в галузі освіти на базі web-технологій і міжнародного конкурсу некомерціного програмного забезпечення освітніх систем, які базуються на інформаційних технологіях.
- З 2008 — експерт науково-технічної ради МОН секції «Інформатика і кібернетика».

Керівник 4 науково-дослідних робіт в галузі дистанційного навчання.

## Відзнаки
- У 2006–2008 — стипендіат Кабінету Міністрів України як молодий вчений.
- 2009 — обласна премія імені Терсенова обласної спілки винахідників і раціоналізаторів за розробку систем дистанційного навчання і контролю знань на базі Інтернет-технологій.
- 2010 — диплом, нагрудний знак і премію голови обласної державної адміністрації та голови обласної ради у номінації «Відомий науковець року» за вагомі досягнення в галузі науки та освіти та особистий внесок у розвиток науки.

## Громадська діяльність
- Академік Академії технологічних наук.
- фундатор Агенції Новин «Фіртка».
- президент Івано-Франківської обласної федерації бойових мистецтв